# Гаррісон (округ Медісон, Монтана)
Гаррісон (англ. Harrison) — переписна місцевість (CDP) в США, в окрузі Медісон штату Монтана. Населення — 105 осіб (2020).

## Географія
Гаррісон розташований за координатами 45°42′13″ пн. ш. 111°47′7″ зх. д. / 45.70361° пн. ш. 111.78528° зх. д. (45.703623, -111.785351).  За даними Бюро перепису населення США в 2010 році переписна місцевість мала площу 0,58 км², уся площа — суходіл.

## Демографія
Згідно з переписом 2010 року, у переписній місцевості мешкало 137 осіб у 63 домогосподарствах у складі 34 родин. Густота населення становила 237 осіб/км².  Було 85 помешкань (147/км²). 
Расовий склад населення:
| - 99,3 % — білих - 0,7 % — азіатів |

До двох чи більше рас належало 0,0 %. Іспаномовні становили 1,5 % всіх жителів.
За віковим діапазоном населення розподілялося таким чином: 19,0 % — особи молодші 18 років, 58,4 % — особи у віці 18—64 років, 22,6 % — особи у віці 65 років та старші. Медіана віку мешканця становила 46,8 року. На 100 осіб жіночої статі у переписній місцевості припадало 132,2 чоловіків; на 100 жінок у віці від 18 років та старших — 126,5 чоловіків також старших 18 років.
За межею бідності перебувало 18,1 % осіб, у тому числі 0,0 % дітей у віці до 18 років та 8,2 % осіб у віці 65 років та старших.
Цивільне працевлаштоване населення становило 74 особи. Основні галузі зайнятості: мистецтво, розваги та відпочинок — 24,3 %, науковці, спеціалісти, менеджери — 23,0 %, сільське господарство, лісництво, риболовля — 17,6 %.